# Shorea platycarpa
Shorea platycarpa är en tvåhjärtbladig växtart som beskrevs av Georg Christoph Heim. Shorea platycarpa ingår i släktet Shorea och familjen Dipterocarpaceae. Inga underarter finns listade i Catalogue of Life.